# Joaquín Damis y Cortés
Joaquín Damis y Cortés (1842-1920) fue un pintor español.

## Biografía
Nació en 1842. Pintor natural de Cádiz y discípulo de la Escuela de Bellas Artes de aquella ciudad, en las Exposiciones públicas celebradas en dicha población de 1869 y 1870 presentó los cuadros Sansón a los pies de Dalila, La aparición del ángel a Gedeon y Caronte en su barca; en la Nacional de Madrid de 1871 presentó Un vendedor de pescado; en las verificadas en Cádiz en 1879 y 1880 presentó Una maja, Postigo del Aceite en Sevilla y varios paisajes y retratos, siendo premiado con medallas de plata. Ha sido considerado un «representante del eclecticismo postromántico», junto a José Pérez Siguimboscum. Habría fallecido en 1920.